# Ameerega boehmei
Ameerega boehmei é uma espécie de anfíbio anuro da família Dendrobatidae. Está presente na Bolívia. Não foi ainda avaliada pela UICN.